# 掘浦川駅
掘浦川駅（クルポチョンえき）は大韓民国仁川広域市富平区三山洞にある、仁川交通公社7号線の駅。駅番号は758。

## 歴史
- 2012年10月27日 - ソウル特別市都市鉄道公社（当時）7号線の駅として開業。
- 2017年5月31日 - ソウルメトロとソウル特別市都市鉄道公社が統合され、7号線はソウル交通公社の駅となる。
- 2022年1月1日 - 7号線・カチウル-石南間の運営権を仁川交通公社に移管。

## 駅構造

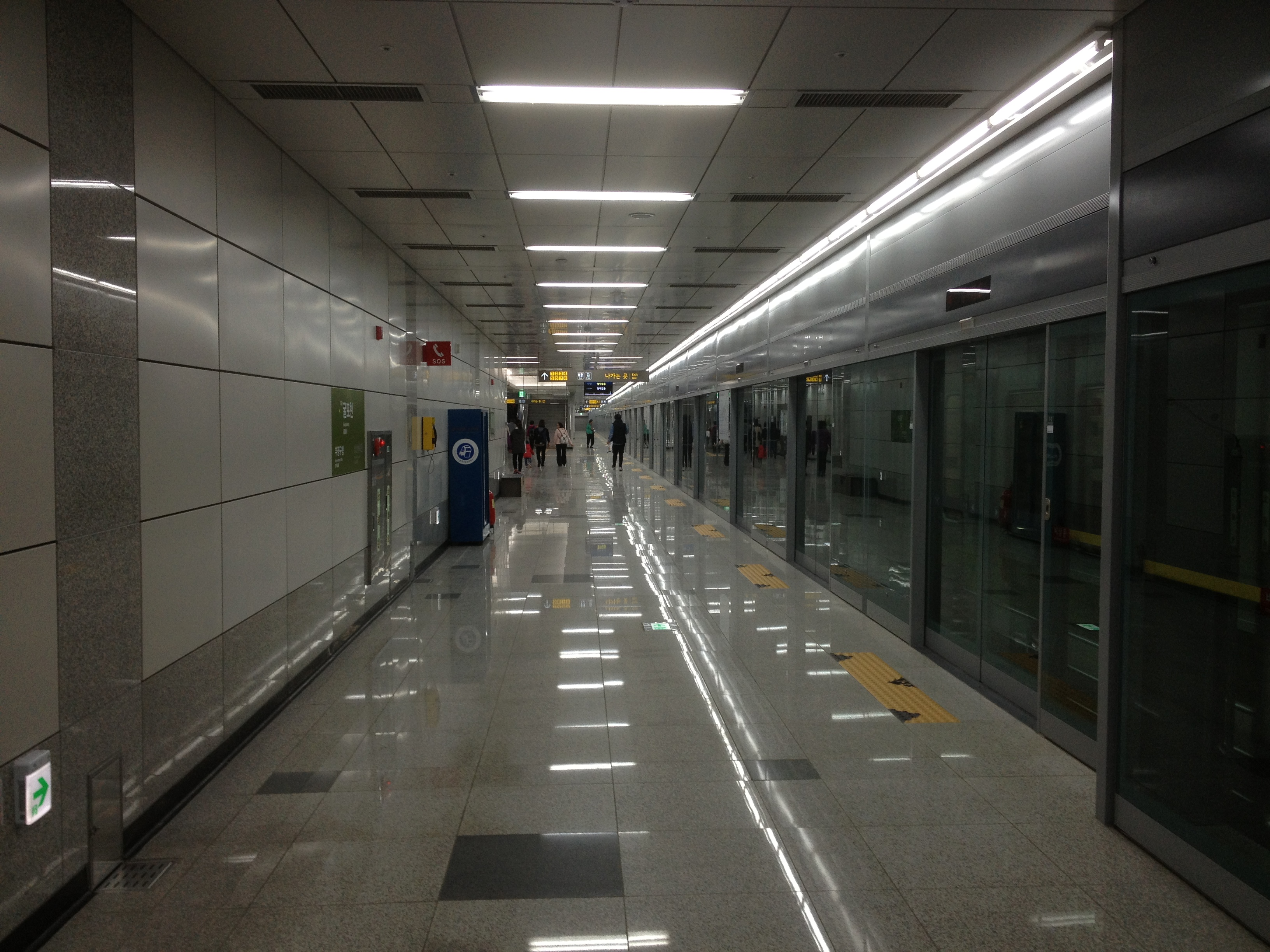
ホーム

相対式ホーム2面2線を有する地下駅である。出入口は1番から5番までの合計5ヶ所ある。

### のりば
案内上ののりば番号は設定されていない。 
| 上り | 7号線 | 温水・大林・高速ターミナル・建大入口・長岩方面 |
| 下り | 7号線 | 富平区庁方面                                   |

## 利用状況
近年の一日平均利用人員推移は下記のとおり。なお、2012年は開業日の10月27日から12月31日までの66日間の平均である。
| 路線  | 路線     | 2010年 | 2011年 | 2012年 | 2013年 | 2014年 | 2015年 | 出典  |
| ----- | -------- | ------ | ------ | ------ | ------ | ------ | ------ | ----- |
| 7号線 | 乗車人員 | 未開通 | 未開通 | 5,300  | 6,472  | 7,816  | 8,465  | [ 1 ] |
| 7号線 | 降車人員 | 未開通 | 未開通 | 5,263  | 6,568  | 7,945  | 8,657  | [ 1 ] |
| 7号線 | 乗降人員 | 未開通 | 未開通 | 10,563 | 13,040 | 15,761 | 17,122 | [ 1 ] |

## 駅周辺
- 掘浦川（朝鮮語版）
- ロッテマート三山店
- 仁川三山警察署
- 富光中学校（朝鮮語版）
- 富興中学校（朝鮮語版）
- モッコリタウン
- 富平亭気候変動体験館

## 隣の駅
ソウル交通公社
 7号線
三山体育館駅 (757) - 掘浦川駅 (758) - 富平区庁駅 (759)